# Japania tristis
Japania tristis är en stekelart som beskrevs av Alexandre Arsène Girault 1912. Japania tristis ingår i släktet Japania och familjen hårstrimsteklar. Inga underarter finns listade i Catalogue of Life.